# 메리 카사트
메리 카사트(영어: Mary Stevenson Cassatt 메리 스티븐슨 커샛[*], 영어 발음: /kəˈsæt/, 1844년 5월 22일 ~ 1926년 6월 14일)는 미국의 화가이자 판화 제작자이다. 그녀는 인생의 대부분을 프랑스에서 보냈는데, 그곳에서 그녀는 에드가 드가를 만나 친분을 쌓게 되며 이후 인상파 화가들과 함께 전시회를 갖게 된다.
매리 카사트의 작품들은 대다수가 여성들의 사회적이고 개인적인 일상생활을 담고 있으며 어머니와 자식들, 특히나 모녀를 주제로 한 작품들이 많다.

## 생애

### 유년 시절
매리 카사트는 현재의 피츠버그인 펜실베니아의 알레게니 시티에서 태어났다. 그는 매우 부유한 집안과 좋은 환경 속에서 유년 시절을 보냈다. 그의 아버지는 로버트 심슨 카사트(Robert Simpson Cassatt)로 부동산 투기업자였으며, 어머니인 캐서린 켈소 존스턴(Katherine Kelso Johnston)의 집안은 금융업을 하는 부유한 가문이었다. Cassatt의 집안은 조상 대대로 Cossart라는 이름을 썼으나 이후 Cassatt로 바뀌었다. 매리 카사트는 화가였던 로버트 헨라이(Robert Henri)의 먼 친척이었다. 그의 부모는 7명의 자식을 두었는데 2명은 어린 아기일 때 죽었다. 이후 그의 가족은 동쪽으로 이사를 가게 되는데, 처음은 펜실베니아의 랜캐스터(Lancaster)로 이사를 갔으나 이후 필라델피아 근처로 다시 이사를 갔으며 그곳에서 그는 6살이 되어 학교를 다니기 시작했다.
매리 카사트는 여행을 교육의 필수적인 요소라고 여기는 환경 속에서 자라났다. 그는 유럽에서 5년 이상을 지내면서 런던과 파리, 베를린과 같은 여러 수도들을 돌아다녔다. 유럽에서 지내는 동안 그는 프랑스어와 독일어를 배웠고 처음으로 미술과 음악 수업을 받게 된다. 그는 1855년 Paris World's Fair에서 처음으로 프랑스 화가 앵그르, 외젠 들라크루아, 코로 그리고 쿠르베의 작품들을 보게 되었다. 그곳에는 또한 피카소와 드가의 작품도 전시되어 있었는데 그들은 이후 그의 동료이자 은사가 되어주는 화가들이었다.
매리 카사트의 집안은 화가가 되겠다는 그의 결심에 상당히 반대했으나, 그는 가족들의 극심한 반대에도 불구하고 15살이 되던 해에 필라델피아에 있는 펜실베니아 미술 학원에서 그림을 공부하기 시작했다. 그의 부모들은 그가 페미니스트적인 사상과 몇몇 남학생들의 방탕한 생활에 노출되지 않을까 매우 걱정했다. 학원의 20%는 여학생이었는데 대다수는 사교계에서 유용하게 사용될 하나의 기술로서 그림을 배웠으며 매리 카사트처럼 전문적으로 화가가 되기 위해 그림을 공부하는 여학생은 극히 드물었다. 그는 미국에서 남북 전쟁이 벌어졌을 당시에도 여전히 그림을 공부했다. 그와 함께 공부했던 사람들 중에는 토마스 에킨스(Thomas Eakins)도 있었는데, 그는 이후 학원의 교장이 된다.
교사들의 느린 교육 방식과, 건방지고 여학생에 관해 생색내는 듯한 남학생들의 태도에 염증을 느낀 그는 옛 위대한 화가들의 그림을 보며 혼자 공부하기로 마음 먹는다. 훗날 그는 필라델피아의 학원에서 "아무것도 가르쳐주지 않았다"라고 말한다. 여학생들은 그림을 배울 때 필수조건인 누드 모델을 쓸 수도 없었고 오로지 추측과 상상으로만 그림을 그려야 했다.

### 유럽으로
매리 카사트는 공부를 끝마치기로 결심한다. (당시 학위를 받지는 못했다) 아버지의 반대를 이겨낸 그는 1866년 그의 어머니와 가족의 친구들을 보호자로 삼아 파리로 이사했다. École des Beaux-Arts는 아직 여성을 학생으로 받아들이지 않았기 때문에 매리 카사트는 학교에서 학생들을 가르치는 화가들에게 개인적으로 교습을 받기로 했다. 그는 장 레온 제롬(Jean-Leon Gerome)에게서 수학하게 되었는데, 그는 극 사실적인 작풍과 테크닉, 이국적인 소재를 주제로 한 작품들로 유명했다. 몇 달 뒤 제롬은 에킨스 또한 학생으로 받아들이게 된다. 매리 카사트는 루브르 박물관에 전시된 작품들을 모작하며 그의 예술적인 감각을 키워나갔다. (그는 작품 모작을 할 때 필요했던 '모작 허가증'을 받았다. 당시 "모작가"들을 관리하기 위해 필요했던 증명서로, 모작가들 중 대부분은 수입이 적은 여성들이었다. 그들은 날마다 박물관을 가득 채우며 모작한 작품을 팔았다.) 루브르 박물관은 당시 프랑스인들이나 미국의 여학생들이 사교 미팅을 하던 장소이기도 했다. 매리 카사트와 같은 여성들은 전위 예술가들이 사교 만남을 갖는 카페 등에 참석하는 것이 금지되어 있었다. 이런 식으로 그의 친구이자 동료 화가였던 엘리자베스 제인 가드너(Elizabeth Jane Gardner)는 대표적인 아카데미 예술 화가였던 윌리엄 부게로(William Adolphe Bouguereau)와 결혼하게 된다.
1866년이 끝날 즈음, 그는 찰스 채플린(Charles Chaplin)이 가르치던 그림 교실에 합류하게 되었다. 1868년, 그는 또 다른 화가 토마스 쿠쳐(Thomas Couture)에게서 그림을 배우게 된다. 그의 작품의 소재는 대다수가 로맨틱하거나 도시적이었다. 야외로 스케치 수업을 나갈 때 학생들은 종종 실물을 보고 그림을 그리는데 소재로는 종종 농부들의 일상생활을 그리곤 했다. 1868년에 그려진 그의 작품 중 A Mandoline Player는 파리 살롱에서 처음으로 심사위원에 의해 채택되어 살롱 내에 전시된다. 이 작품은 코로와 쿠쳐의 로맨틱한 작풍에 많은 영향을 받은 것으로 보인다. 또한 이 작품은 화가로서의 그의 생애에 있어 가장 초기 시절의 작품으로 기록되는 두 개 중 하나의 작품이다. 이 즈음 프랑스의 미술은 점점 작풍이 변화해가는 단계에 있는데, 그 중에서도 쿠르베와 마네와 같은 화가들이 전통적인 미술 양식을 거부하는 풍조가 타 화가들에게 많은 영향을 미쳤으며 인상파 양식의 주춧돌을 세우는 데 많은 역할을 했다. 매리 카사트의 친구인 엘리자 할데만(Eliza Haldeman)은 "현 시대의 화가들은 전통적인 미술 방식을 거부하고 자신만의 새로운 작풍과 방식을 찾으려 하고 있다. 결과적으로 지금은 모든 것이 혼란스러워 보인다" 라고 쓰고 있다. 매리 카사트는 그러나 계속해서 전통적인 미술 양식을 공부했으며 10여년간 여러 좌절을 겪으면서도 파리 살롱에 그림을 제출했다.

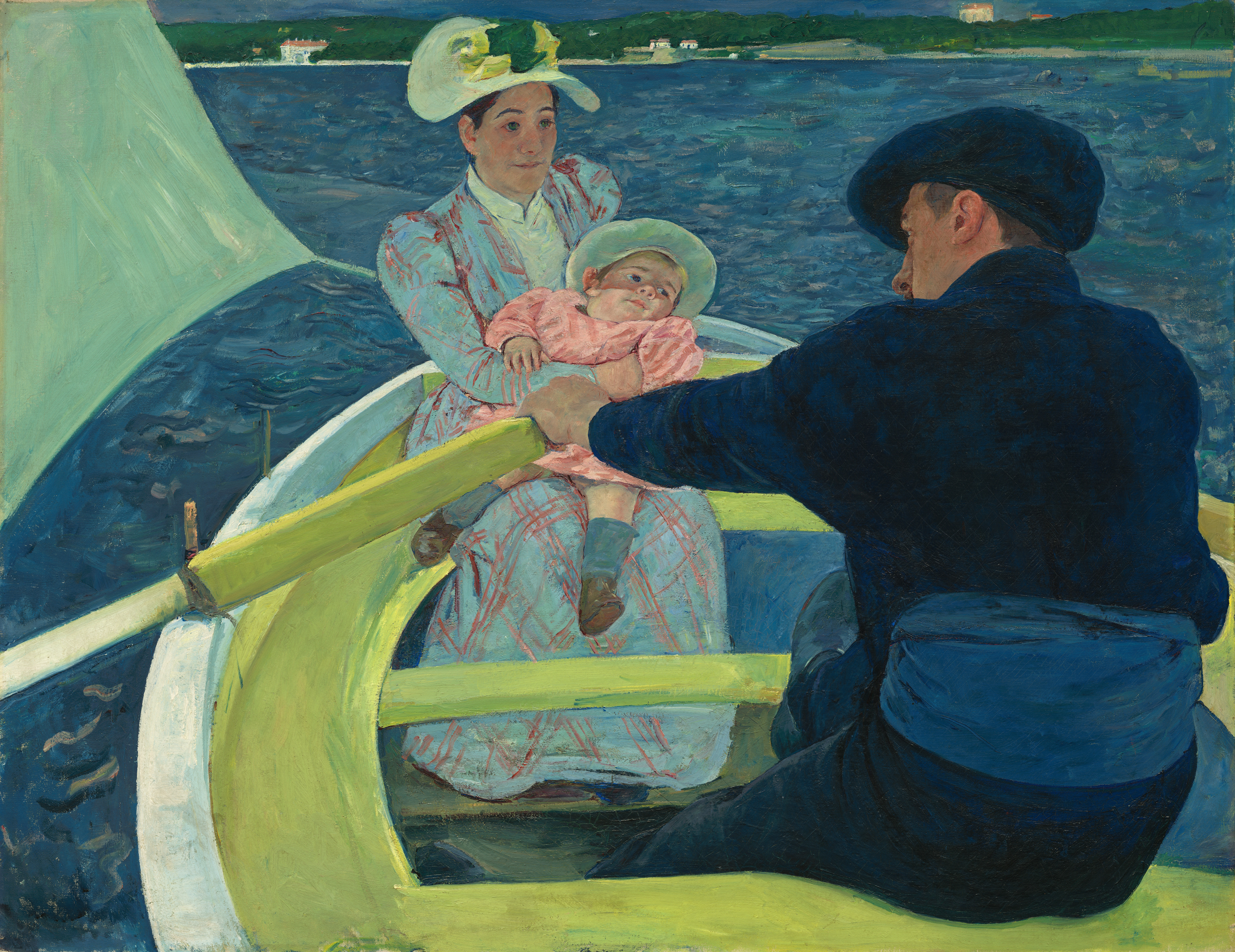
The Boating Party 매리 카사트, 1893-94년, 캔버스에 오일, 35 1/2 x 46 in., 내셔널 미술 박물관, 워싱턴.

### 귀환
1870년 늦여름, 프로이센-프랑스 전쟁이 발발하자 그는 미국으로 돌아가게 된다. 매리 카사트는 알투나에서 그의 가족들과 함께 지냈다. 그의 아버지는 여전히 그의 직업에 대해 반대했으며 그의 생활비를 대주기는 했으나 미술용품에 관련한 비용은 지원해주지 않았다. 매리 카사트는 뉴욕 갤러리에 그의 작품 두 개를 전시했다. 이 작품들은 많은 사람들에게 호평을 받았으나 사려는 사람은 아무도 없었다. 매리 카사트는 또한 가족들과 여름을 지내는 동안 미술을 공부할 곳을 찾았으나 공부할 곳이 많이 부족한 것을 알고 실망하기도 했다. 그는 가족들과 떨어져 독립생활을 하기 위해 미술을 포기할 생각까지 하게 되었다. 1871년 7월, 그는 편지에 이렇게 쓰고 있다. "나는 내 개인 화실을 포기했고 아버지의 초상화를 찢어버렸다. 그리고 6주 동안 붓을 한번도 들지 않았으며 유럽으로 돌아갈 때까지 붓을 다시 들 생각조차 없다. 나는 이 다음 가을에 어서 서쪽으로 가고 싶고 일자리도 구하고 싶다. 하지만 어디로 가야 할지는 정하지 못했다." 매리 카사트는 그의 운을 시험하기 위해 시카고에 들렀으나 1871년 일어났던 시카고 대 화제사건 (Great Chicago Fire)로 그의 초기 작품들을 잃게 되었다. 얼마 지나지 않아 그의 작품들은 피츠버그의 대주교의 관심을 끌게 되었다. 그는 카사트에게 이탈리아의 파르마에 있는 코레지오의 작품들을 모작해줄 것을 부탁했으며, 일의 대가로 받는 비용은 그의 여행비와 생활비를 충당한다. 카사트는 이 일에 대해 매우 들뜬 마음으로 이렇게 적어두었다. "나는 지금 어서 일을 시작하고 싶다. 내 손가락은 간지럽고 눈은 좋은 그림을 보고 싶어 눈물이 날 지경이다." 카사트는 필라델피아의 유명한 예술가 가문 출신인 에밀리 사테인(Emily Sartain)과 함께 유럽으로 다시 돌아갔다.

### 다시 유럽으로, 그리고 인상파

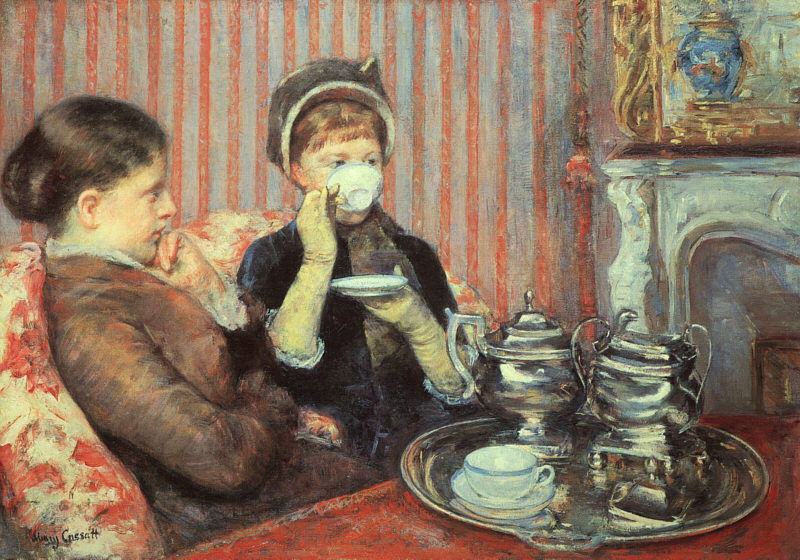
차, 매리 카사트, 1880년작, 캔버스에 오일, 25 1/2 x 36 1/4 in., 보스턴의 미술 박물관

1871년 가을, 매리 카사트는 큰 기대감에 부풀어 다시 유럽 땅을 밟았다. 그의 작품인 Two women Throwing Flowers During Carnival은, 1872년 살롱에서 전시, 구매되기도 하였다. 그의 작품은 파르마에서 매우 인기를 끌었으며 현지의 예술인들에게서 많은 지지와 격려를 얻기도 했다. "파르마의 모든 이들이 카사트 양과 그의 작품에 대해 이야기했으며 모두가 그에 대해 알고 싶어했다"라는 기록도 있다. 대주교가 부탁한 작품을 완성한 이후 매리 카사트는 마드리드와 세르빌을 여행하며 1873년작, Spanich Dancer Wearing a Lace Mantilla와 같은 스페인에 관련된 작품들을 작업한다. 1874년 그는 프랑스에 거주지를 찾아 여동생 리디아와 함께 아파트에서 함께 살았다. 매리 카사트는 파리 살롱에서 지속적으로 작품을 전시하며 사람들의 비평과 고전 미술을 더 중시하는 선입견에 맞섰다. Sartain에 의하면 매리 카사트의 코멘트들은 상당히 퉁명스러웠던 것 같다. 그는 카사트가 "지나치게 신랄하고 카바넬(Cabanel)이나 보넷(Bonnat)과 같이 대중들이 존경하던 아카데미 예술가들의 작품에 대해 매우 냉대하는 경향이 있었다" 라고 쓰고 있다. 매리 카사트는 또한 여성 화가들의 작품은 작가가 심사위원들 중에 친구나 보호자가 있지 않는 이상 무시되거나 경멸의 대상이 되는 것을 보아왔다. 그러나 그는 심사위원들 중 누구에게도 자신의 여성성을 이용하려 들지 않았다. 그의 냉소적인 버릇은 1875년 그가 출품했던 두 개의 작품이 심사위원들에 의해 거절당하자 한층 더 커지기 시작했다. 이 작품들은 같은 해 그가 배경을 더욱 어둡게 칠하자 비로소 살롱에 받아들여졌던 것이다. 그는 그의 자기 중심적이고 지나치게 거리낌없는 행동을 우려한 Sartain과 불화가 생겼으며 결국 Sartain과 헤어지게 되었다. 자기비판과 비통한 감정에서 벗어나기 위해 매리 카사트는 좀 더 많은 아메리카의 고객들이 그에게 초상화를 부탁할 수 있도록 그가 즐겨 그리던 풍속화에서 좀 더 유행을 따르는 스타일의 그림을 그리려 했다. 그의 시도는 처음에는 그리 좋은 성과를 거두지는 못하였다.
1877년, 파리 살롱에서 그의 출제품들을 모두 거절당하자 매리 카사트는 7년만에 처음으로 파리 살롱에서 작품을 전시하지 못했다. 화가로서의 인생에 있어 불운했던 이 시기에 그는 에드가 드가에게 초대되어 인상파들과 함께 작품을 전시할 기회를 얻게 되었다. 인상파는 1874년부터 이미 자신들만의 독립된 전시회를 갖기 시작하여 악명이 높았다. 그들은 "독립인들" 혹은 "비타협가들"이라고도 불렸으며 공식적인 성명서도 없었고 소재나 주제, 테크닉에 있어 굉장히 다양한 종류의 스타일을 갖고 있었다. 인상파들은 스튜디오에서 작업하기보다 야외에 나가서 작업하는 것을 선호했고 강렬한 색상들을 다른 색과 섞지 않고 각각의 붓 터치로 표현해내는 것을 좋아했다. 이렇게 탄생된 결과물은 감상하는 사람들의 눈에 있어 매우 "인상적인" 방식이기에 그들은 "인상파"가 되었던 것이다. 그들은 또한 비평가들의 분노섞인 평을 몇 년간 받아왔다. 매리 카사트의 친구였던 헨리 베이콘(Henry Bacon)은 인상파들이 지나치게 급진적이어서 "지금까지 알려지지 않은 눈병에 괴로워하고 있는 것 같다"라고 말하기까지 했다. 그들은 이미 한 명의 여성 화가를 멤버로 두고 있었다. 그는 베르트 모리조(Berthe Morisot)로, 훗날 매리 카사트의 친구이자 동료가 되었다.

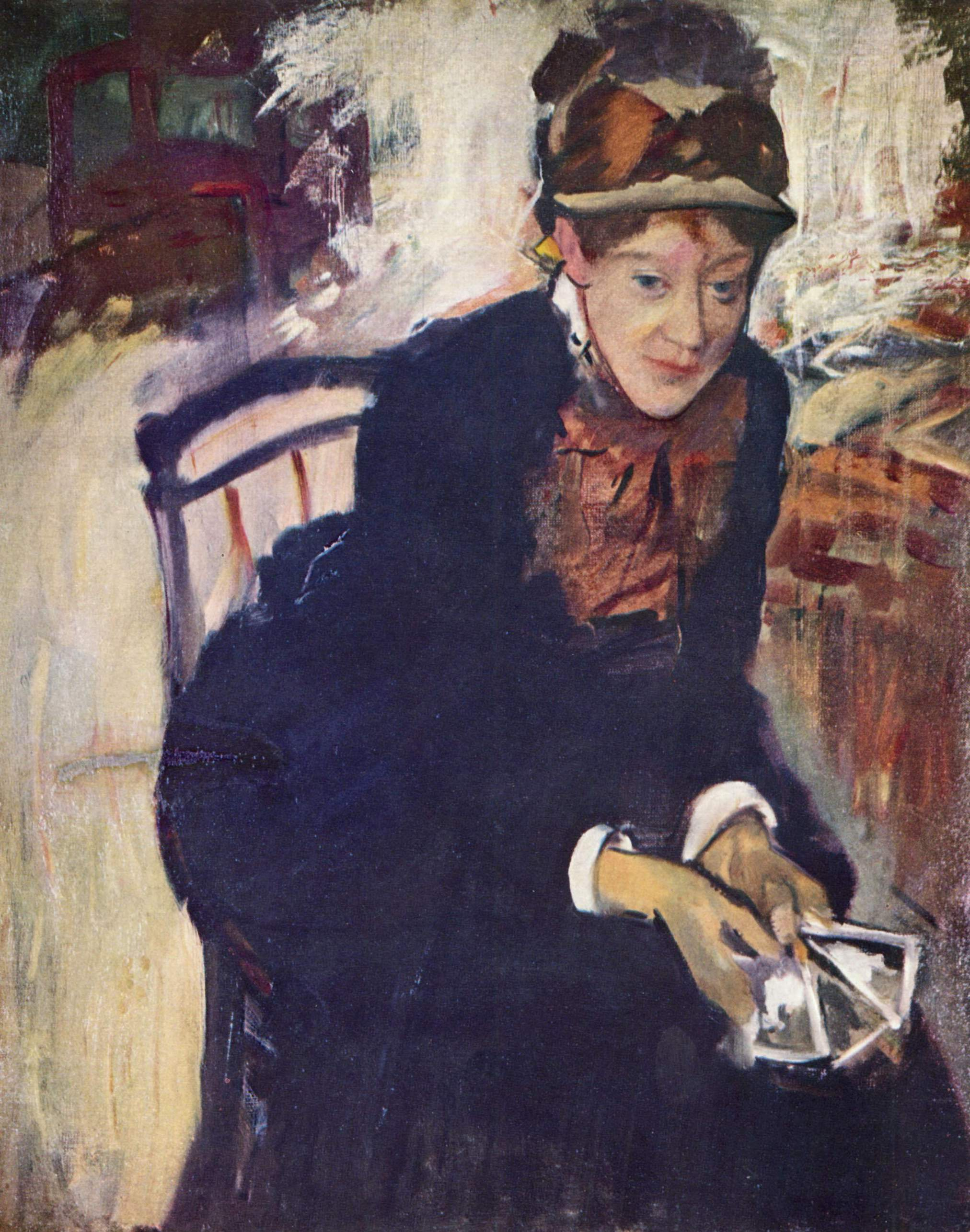
드가의 Portrait of Miss Cassatt, Seated, Holding Cards, c. 1876-1878년, 캔버스에 오일

매리 카사트는 파스텔을 잘 활용하는 드가의 작품을 굉장히 좋아했다. 1875년 그가 갤러리의 창문으로 봤던 그의 작품은 굉장히 강한 인상을 남겼었다. 그가 훗날 말하기를, "나는 그 곳에 종종 찾아가서 코가 납작하게 될 때까지 창문에 붙어 그의 작품에서 흡수할 수 있는 것은 모조리 흡수하려 했었다. 이것이 내 인생을 바꾸어 놓았다. 나는 비로소 내가 원했던 그림을 볼 수 있게 되었다"고 했다. 그는 드가의 초대를 매우 기쁜 마음으로 승낙했으며 다음 1878년에 계획된 인상파 전시회를 위해 작품 준비를 시작했다. 이 전시회는 World's Fair 때문에 일자가 늦춰지게 되어 1879년 4월 10일에 전시회가 개최되었다. 그는 인상파들 사이에서 편안함과 친근감을 느꼈으며 열광적인 모습으로 인상파의 일원으로서 합류하게 되었다. 그는 선언하기를, "우리는 이 절망적인 싸움과 결핍을 위해 계속해서 앞으로 나아가야 한다"고 말했다. 사람들의 곱지 않은 시선을 받지 않는 이상 공개적인 카페에서 그들을 만날 수 없었기에 매리 카사트는 인상파들과는 개인적으로 만남을 가져야 했다. 그는 아방 가르드 풍을 좋아하는 세련된 파리인들에게 작품을 팔아 상업적인 성공을 거두기를 원했다. 그의 스타일은 인상파의 일원이 된 후 2년간 새로이 찬사를 받았다. 이전까지는 다른 화가들처럼 스튜디오 안에서 작업하던 매리 카사트는 이후부터 그의 스케치북을 들고 야외로 나가거나 극장에서 그가 본 연극 등을 스케치하거나 하였다.

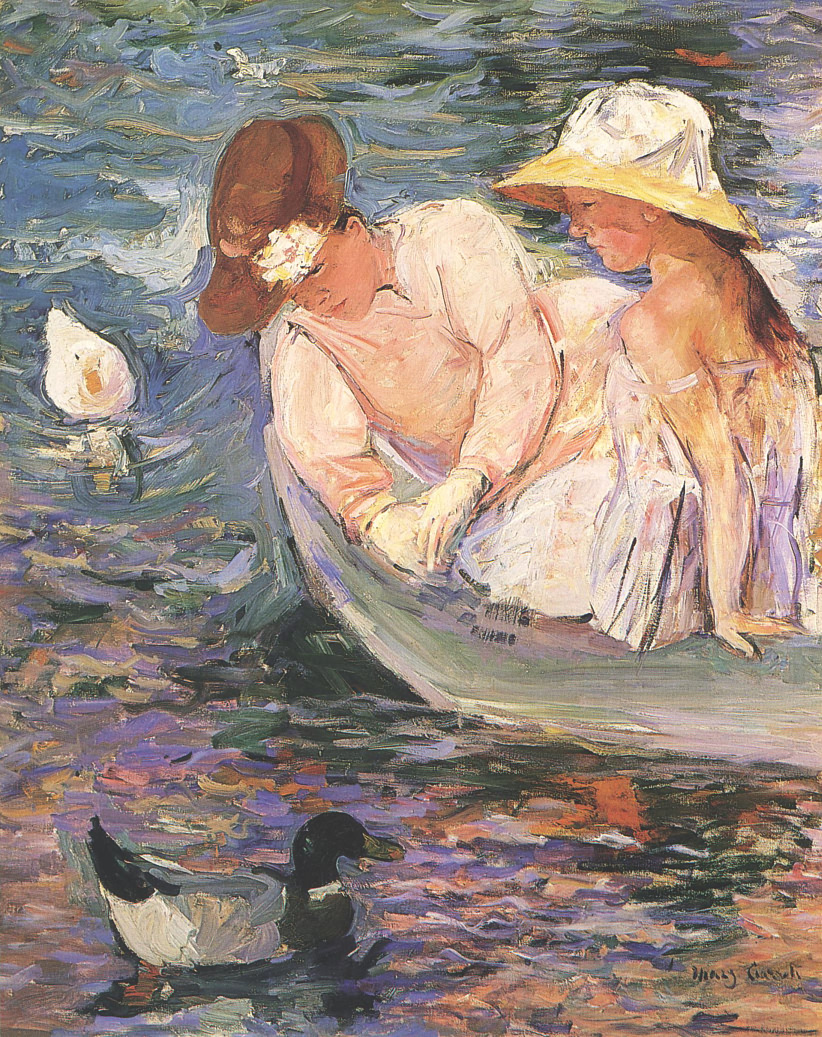
Summertime, c. 1894, 캔버스에 오일

1877년 매리 카사트는 그의 부모님과 여동생 리디아와 파리에서 조우했다. 매리 카사트와 리디아는 이때까지 둘 다 결혼하지 않았으며 이 덕분에 둘의 관계는 매우 돈독했다. 매리 카사트는 이미 어렸을 적부터 결혼이 그의 직업에 있어 걸림돌이 될 것이라는 것을 알고 있었다. 매리 카사트가 자주 그리곤 했던 리디아는 지속적으로 재발하는 병으로 고통받고 있었으며 1882년에 죽게 되었으며 그로 인해 매리 카사트는 한동안 붓을 들 수 없었다.
카사트의 아버지는 여전히 그의 화실과 미술용품 비용을 그 스스로 충당하라 했으나 작품을 판 돈으로 충당하기에는 아직 많이 부족했다. "Potboilers"라는 작품을 완성하고 난 뒤, 매리 카사트는 다음 인상파 전시회에 내기 위해 많이 공을 들인 작품들을 그리기 시작했다. 1878년에 완성된 그의 가장 숙련된 작품들로는 "화가의 초상"(Portrait of the Artist, 자화상), "푸른 팔걸이 의자에 앉은 소녀"(Little Girl in a Blue Armchair), 그리고 "르 피가로를 읽다"(Reading Le Figaro, 어머니의 초상)가 있다.
드가는 매리 카사트에게 많은 영향을 끼쳤다. 매리 카사트는 이후 파스텔을 자주 활용하여 그림을 그렸으며 나중에는 그가 그린 많은 걸작들을 파스텔로 그려낸다. 또한 드가는 그에게 에칭의 기법 또한 전수해주었는데, 드가는 이때 이미 이 기법에 통달한 전문가로 불리고 있었다. 둘은 서로를 도와가며 얼마간 함께 작업했고, 이후 매리 카사트의 데생 그림들은 드가의 영향 하에 크게 변화하였다. 드가는 루브르 박물관으로 여행을 갔을 때의 그의 모습을 에칭 기법을 써서 그림으로 남긴 바 있다. 매리 카사트는 드가에 대해 상당히 끌리는 감정을 갖고 있었던 것으로 보여지나, 그의 변덕스럽고 신경질적인 기질은 그에게 많은 기대감을 품을 수 없게 만들었다. 세련된 옷에 고급스러운 신사였던 45살의 드가는 매리 카사트에게 있어 반가운 손님으로 저녁식사를 대접하는 정도였던 것이다.
1879년 인상파의 전시회는 당시 매우 성공적이었다. 그러나 이 전시회에 르누아르(Pierre-Auguste Renoir)나 알프레드 시슬레(Alfred Sisley), 에두아르 마네(Édouard Manet), 그리고 폴 세잔(Paul Cezanne)은 참가하지 않았다. 그들은 파리 살롱에서 다시 한번 명성을 얻기 위해 다른 작품활동을 하고 있었다. 전시회를 기획하고 비용을 부담했던 구스타브 칼리보트(Gustave Caillebotte)의 노력으로 인상파들은 작품을 팔고 많은 수익을 남겼다. 비평가들은 여전히 그들에 대해 악평을 쓰고 있었다. "Revue des Deux Mondes"는 쓰길, "드가와 카사트만이 그들 사이에서 구분된다…그리고 그들만이 이 허세만 가득 찬 전시회의 창문을 치장한 유치하고 서툰 그림들에서 조금 더 눈길을 끌 뿐이다" 라고 남겼다.
매리 카사트는 11개의 작품을 전시했는데 이 중에는 "La loge"도 있었다. 비평가들은 그의 색감이 지나치게 화사하여 그의 초상화들이 실상의 모습보다 더욱 정밀하고 사실적으로 표현되었지만 클로드 모네만큼 야만스럽지는 않다고 했다. 당시 모네는 다른 어떤 인상파 화가들보다 절망적인 상황에 있었다. 이때 매리 카사트는 그의 수익으로 드가와 모네의 작품을 구입하기도 했다. 그는 다음으로 이어진 1880년과 1881년 인상파 전시회에 다시 참가하였고, 1886년까지 활동적인 인상파 화가들 중 하나로 남게 되었다. 1886년 매리 카사트는 두 개의 작품을 완성하여 미국에서 첫 인상파 전시회를 가졌으며 이 전시회는 미술상이었던 폴 듀란드 루엘에 의해 개최되었다. 그의 친구였던 Luisine Elder는 Harry Havemeyer와 1883년 결혼했으며 이후 이 부부는 매리 카사트의 조언자로서 인상파의 작품을 대량 수집하기도 했다. 이 부부의 수집품들의 대부분은 현재 뉴욕 시에 주재한 메트로폴리탄 미술 박물관에 전시되어 있다. 매리 카사트는 또한 이 시기에 여러 가족들의 초상화를 그렸으며 이때 그려졌던 작품 중 하나인 "알렉산더 카사트와 그의 아들 로버트 켈소의 초상"(1885년작)은 이 중에서도 걸작이라 평가되고 있다. 매리 카사트의 스타일은 이후 더욱 진보하여, 그는 인상파에서 좀 더 단순하고 간단한 방식의 스타일을 추구하게 된다. 그는 뉴욕 갤러리에 그의 작품을 전시하기 시작했다. 1886년이 지났을 무렵, 그는 자신을 어떤 미술사조와도 같은 길을 걷지 않음을 확인하고 좀 더 다양한 테크닉을 실험하기 시작했다.

### 노년기
매리 카사트의 명성은 자세하고 감성적이며 예민한 관찰과 극도로 사실적인 묘사를 이용해 모녀관계를 주제로 그려낸 작품과 프린트들에 기초하고 있다. 이러한 주제로 가장 최초로 그려진 작품은 드라이포인트로 그려진 "Gardner held by His Mother"이며 "Jan/88"이라 새겨져 있고 뉴욕 공립 도서관에 전시되어 있다. 그러나 현재 밝혀진 바로 매리 카사트는 이미 같은 주제로 예전에도 그림을 그렸던 것으로 알려졌다. 이러한 작품들 중에서는 그의 친척이나 친구, 고객을 직접 그린 작품들도 많으며, 이후에는 전문적인 모델을 써서 이탈리아의 르네상스시대 풍의 마돈나와 예'를 연상시키는 구도를 그리기도 했다. 1900년 이후, 매리 카사트는 모녀관계에 대한 주제에 가장 힘썼으며 많은 작품을 남겼다.
1891년 그는 드라이포인트 기법에 색을 이용하여 굉장히 개성이 강한 아쿠아틴트 프린트 작품을 전시했는데, 이 중에는 파리에서 전시회를 가졌던 일본 화가들의 작품에 영향을 받은 "목욕하는 여인"(Woman Bathing)과 "The Coiffure"와 같은 작품이 전시되었다. ("자포니즘":Japonism 참조) 매리 카사트는 일본 디자인의 단순간결함과 명확함, 그리고 색상을 이용하는 기법에 매료되었다. 그 자신만의 해석으로서 매리 카사트는 원색의 파스텔을 이용해서 (검은색은 제외했다 : 인상파들에게 있어 검은색은 "금지된" 색이었다) 그림을 그렸다. Smithsonian Institution의 A. Breeskin는 적길, 이 색이 들어간 프린트는 "이제 그의 가장 개성적인 작품으로… 그래픽 아트에 있어 새로운 역사를 쓰기 시작했으며… 전문가의 입장에서 말하자면 색이 들어간 프린트로서는 이전의 그 어떤 것과도 비교할 수 없을 만큼 뛰어나다" 고 말했다.

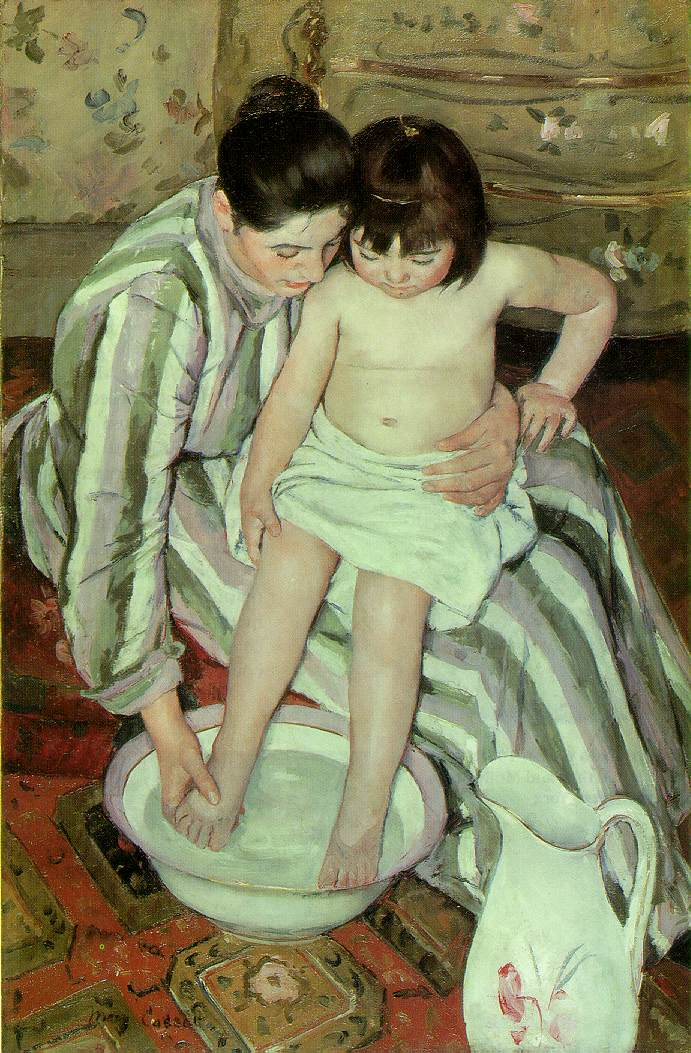
The Child's Bath (The Bath) 매리 카사트, 1893년작, 캔버스에 오일, Art Institute of Chicago.

1890년대는 카사트에게 가장 바쁘고 창의성이 빛나는 시기였다. 그는 이 시기에 매우 성숙하게 되었으며 그의 의견을 전할 때도 예전처럼 퉁명스럽거나 신랄하지 않았다. 그는 또한 어린 미국의 화가들에게 있어 좋은 귀감이 되었으며 그의 조언을 얻기 위해 많은 이들이 모여들었다. 그 중에는 루시 A. 베이콘(Lucy A. Bacon)도 있었는데 매리 카사트는 그를 카미유 피사로에게 소개시켜주기도 하였다. 인상파 모임은 이후 해산되었으나 매리 카사트는 르누아르, 모네, 그리고 피사로와 같은 인상파 멤버들과 여전히 연락을 주고 받았다.
새로운 세기가 도래하자 매리 카사트는 미술 수집가들에게 조언자로 활동하기도 했으며 미국의 미술 박물관에 그들의 수집품들을 기증하도록 많은 노력을 하기도 했다. 미술 수집가들에게 좋은 조언자로서 도움을 준 매리 카사트였으나 미국에서 그의 작품에 대한 명성은 매우 천천히 높아져갔다. 미국의 그의 가족에게 돌아갔을 때에도 그는 그의 유명한 오빠인 알렉산더 카사트의 빛에 가려져 가족들 사이에서조차 그리 인정받지 못했다.
매리 카사트의 오빠였던 알렉산더 카사트는 펜실베니아 철도회사에서 1899년부터 그의 죽음이 이르른 1906년까지 회장직을 맡았다. 매리 카사트는 물론 이 때문에 많이 흔들렸으나 1910년까지 여전히 생산적인 활동을 계속했다. 1900년대부터 그려진 그의 작품 속에서는 감상적인 기질이 확실하게 드러나고 있다. 그의 작품들은 이때 대중과 비평가들에게 동시에 호평을 받았으나, 매리 카사트는 더 이상 새롭고 창의적인 기법을 위해 노력하지 않았다. 그의 인상파 동료들이 자극을 주고 비평을 했으나 결국은 이러한 그들의 노력도 사라지고 말았다. 매리 카사트는 후기 인상파라든가 야수파, 큐비즘에 대해 매우 곱지 않은 시각을 가졌다.
1910년 이집트로 여행을 가게 된 매리 카사트는 고대의 이집트 미술 작품에서 깊은 인상을 받게 되었다. 그러나 이후 그의 화가로서의 인생에 있어 창조성의 가장 큰 위기가 뒤따랐으며, 이 여행은 그를 육체적으로 매우 지치게 만들었을 뿐만 아니라 그 자신이 말하듯이 "예술 그 자체의 힘에 의해 짓눌렸다"고 했다. 그가 이어 말하길, "나는 이에 맞서 싸우려고 했으나 이미 나는 정복당해버렸다. 이 예술은 과거가 우리에게 남겨준 가장 위대한 예술일 것이다. 나의 나약한 손은 이 과거의 예술이 내게 준 영향을 그림으로 옮길 만한 힘이 없다"고 했다. 매리 카사트는 1911년 당뇨와 류머티즘, 그리고 신경통, 그리고 백내장의 진단을 받게 되었지만, 그는 작품 활동에 있어 절대 속력을 늦추거나 하지는 않았다. 그러나 1914년 거의 장님 판정까지 받게 되자 주변의 강제적인 압류에 의해 작품 활동이 불가능하게 되었다. 그럼에도 불구하고 그는 women's sufferage 활동에 참여하여 1915년 활동을 지지하기 위해 11개의 작품을 전시하기도 했다.
1904년, 미술에 대한 그의 눈부신 기여와 명성을 인정해 프랑스에서는 그에게 레지옹 훈장(Légion d'honneur)을 수여하였다.
1926년 6월 14일 매리 카사트는 파리 근교에 위치한 Château de Beaufresne에서 숨을 거두었으며 그의 유해는 프랑스의 Mesnil-Théribus에 있는 가족 전용의 납골소에 안치되었다.
이후 2005년, 그의 작품은 미국 돈으로 2백 8십 7만 달러 가량의 가치로 판매되기도 했다.

## 참고 자료
- McKown, Robin, The World of Mary Cassatt, Thomas Y. Crowell Co., 뉴욕, 1972년. ISBN 0-690-90274-3
- Mathews, Nancy Mowll, Mary Cassatt: A Life, 1998년. 예일 대학 Press. ISBN 0-300-07754-8
- 내셔널 미국 미술 박물관 (U.S.), & Kloss, W. 1985년. 내셔널 미국 미술 박물관의 보물들. 워싱턴:내셔널 미국 미술 박물관. ISBN 0-87474-595-0
- White, John H., Jr. 1986년 봄, America's most noteworthy railroaders, 철도의 역사, Railway and Locomotive Historical Society, 154, p. 9-15. (알렉산더 J. 카사트의 가족에 대한 내용을 언급.)
- Pollock, Griselda, Looking back to the Future. G&B. 2001년. ISBN 90-5701-132-8